# Capitólio Estadual da Nova Jérsia
O Capitólio Estadual da Nova Jérsia (em inglês: New Jersey State House) é a sede do governo do estado da Nova Jérsia. Localizado na capital, Trenton, foi incluído no registro como Distrito Histórico Nacional em 27 de Agosto de 1976.